# Vladimir Demichov
Vladimir Petrovitsj Demichov (Russisch: Владимир Петрович Демихов) (Koelini (oblast Wolgograd), 18 juli 1916 - Moskou, 22 november 1998) was een Sovjet-Russisch wetenschapper en pionier op het gebied van de transplantatie. Vanaf de jaren 30 tot in de jaren 50 experimenteerde hij met orgaantransplantaties bij dieren. De experimenten van Demichov werden met zowel bewondering als afgrijzen gadegeslagen door zijn collega’s. Ze werden veelal beschouwd als macaber en onethisch. Het meest spraakmakende experiment betrof de transplantatie van een hondenkop op de schoft van een grotere hond. Dit experiment inspireerde de Amerikaanse neurochirurg Dr. Robert White tot een vergelijkbaar experiment met apen. Demichov werd later echter uit zijn functie ontheven en zijn experimenten werden hevig bekritiseerd binnen de academische wereld.

## Biografie

### Jonge leven
Demichov werd geboren in een boerenfamilie in de choetor Koelini in het zuiden van Rusland en studeerde aan de ambachtsschool voor bankwerker. Hij maakte een stalen kopie van het menselijke hart. Later ging hij studeren aan de staatsuniversiteit in Moskou en hier bleek hij aanleg te hebben voor wetenschappelijk onderzoek. In 1937 werd in de studentenkrant van de biologische faculteit een artikel aan een van Demichovs experimenten gewijd. Hij had een harttransplantatie uitgevoerd op een hond, waarbij het hart was vervangen door een kunsthart, dat hij zelf had ontworpen en vervaardigd. Vladimir moest zijn studie onderbreken toen de Tweede Wereldoorlog uitbrak. Hij vocht als soldaat aan het front. Na de oorlog pakte hij zijn studie weer op en ging verder met zijn experimenten.

### Carrière
Demichov publiceerde in 1960 zijn monografie "Experimentele transplantatie van vitale organen", hiervoor ontving hij een academische graad en mocht hij voortaan de titel doctorandus voeren. Demichovs monografie werd later ook nog gepubliceerd buiten de Sovjet-Unie, in o.a. de Verenigde Staten, Duitsland en Spanje. Zijn werk was ’s werelds eerste monografie over transplantaties van organen en weefsels, het is nog geruime tijd het enige wetenschappelijke werk geweest op dit gebied. Christiaan Barnard, de Zuid-Afrikaanse hartchirurg die ’s werelds eerste harttransplantatie uitvoerde bij een mens in 1967, heeft Demichov tweemaal bezocht, in 1960 en 1963. Barnard heeft zijn leven lang Vladimir Demichov als zijn mentor beschouwd.

### Overlijden
Demichov, die na zijn ontslag in een zware depressie schoot, genoot geen enkele vorm van erkenning voor zijn pionierswerk. Kort voor zijn dood in 1998 kreeg hij alsnog enige erkenning met een orde van de 3e klas, voor verdiensten voor het land. Demichov stierf roemloos en in armoede op 22 november 1998.

## Trivia
- De Amerikaanse rockband Oddzar bracht in 2008 het lied Dogs of Demikhov (honden van Demichov) uit.